# Liste de jardins botaniques alpins

## France
- Jardin botanique alpin Chanousia, col du Petit-Saint-Bernard, Savoie, à proximité de la frontière italienne et de la Vallée d'Aoste.
- Jardin du Lautaret, Villar-d'Arêne, Hautes-Alpes.
- Jardin alpin du jardin des plantes de Paris.
- Jardin botanique alpin La Jaÿsinia, Samoëns, Haute-Savoie, géré par le Muséum national d'histoire naturelle.
- Jardin alpin des Aiguilles Rouges, col des Montets, Vallorcine.

## Italie
- Jardin botanique alpin du château Savoie à Gressoney-Saint-Jean
- Jardin botanique alpin Paradisia en vallée d'Aoste, dans le parc national du Grand-Paradis.

## Slovénie
- Jardin botanique alpin Juliana, parc national du Triglav (Alpes juliennes)[1]

## Suisse
- Jardin botanique alpin de Meyrin à Meyrin dans le canton de Genève
- Jardin botanique alpin Flore-Alpe à Champex-Lac, station touristique de la commune d'Orsières dans le canton du Valais